# Girardville (Quebec)
Girardville es un municipio canadiense situado en la provincia de Quebec.

## Superficie
Girardville tiene una superficie de 124,11 km².

## Demografía
En 2021, tenía 1018 habitantes, una densidad poblacional de 8,2 hab./km², y 511 viviendas.